# Prix Charles-Louis de Saulses de Freycinet
Le prix Charles-Louis de Saulses de Freycinet ou aussi prix Freycinet est un prix de l'Académie des sciences créé en 1925. Il porte le nom de Charles-Louis de Saulses de Freycinet, homme d'État et ingénieur français et il est doté de 1 500 euros. Il est décerné en mathématiques et en biologie moléculaire et cellulaire ou génomique.

## Prix de mathématiques
- 2021 : Mikael de la Salle, mathématicien, directeur de recherche CNRS à l’Institut Camille Jordan (CNRS/Université Claude Bernard Lyon 1/Université Jean Monnet Saint-Étienne/Centrale Lyon/INSA Lyon/Université de Lyon)[1]
- 2018 : Damian Brotbek[2]
- 2013 : Emmanuel Breuillard, professeur à l’université Paris-Sud, laboratoire de mathématiques d’Orsay[3]
- 2009 : Mireille Bousquet-Mélou, directrice de recherche au CNRS, Laboratoire bordelais de recherche en informatique (LaBRI) à l’université de Bordeaux I[3]
- 2007 : François Loeser, professeur et directeur des études au département de mathématique et applications à l’École normale supérieure de Paris[3]
- 2005 : Bernard Host, professeur au laboratoire d’analyse et de mathématiques appliquées à l’université de Marne-la-Vallée[3]
- 2003 : Richard Kenyon, directeur de recherche au Centre national de la recherche scientifique au département de mathématique à la faculté des sciences de l’université Paris-Sud à Orsay[3]
- 2000 : Frank Merle, professeur à l'université de Cergy-Pontoise
- 1998 : Bernadette Perrin-Riou, professeure à l'université Paris-Sud
- 1993 : Jean-Pierre Legrand et l'astronome Paul Simon, pour leur « contribution essentielle à la compréhension de certains mécanismes du cycle solaire »[4],[5]
- 1992 : Jean-Jacques Risler, professeur à l'université Pierre-et-Marie-Curie

## Prix de biologie
- 2019 : Emmanuelle Jouanguy, directrice de recherche à l’Institut national de la santé et de la recherche médicale, à l’Institut Imagine au laboratoire de génétique humaine des maladies infectieuses à Paris
- 2015 : Andréa Dessen, directrice de recherche au CNRS et responsable du groupe "Pathogénie Bactérienne" à l’Institut de Biologie Structurale de Grenoble[6].
- 2011 : Xavier Sastre-Garau
- 2009 : Jean-Michel Rossignol
- 2008 : Frédéric Coin
- 2007 : Jean-Pierre Gorvel, directeur de recherche au CNRS et directeur du Centre d’Immunologie de Marseille-Luminy[7]
- 2006 : Évelyne Fischer
- 2005 : Carmen Buchrieser
- 2004 : Dana Philpott[8]